# Imaflora
L'Institut de Gestion et de Certification Forestière et Agricole (Imaflora) est une organisation non gouvernementale brésilienne fondée en 1995 par Tasso Azevedo.
L'institut travaille pour promouvoir la conservation et l'utilisation durable des ressources naturelles, générer des avantages sociaux à partir de ces dernières et réduire les émissions de gaz à effet de serre,.
À ce jour, Imaflora propose une assistance technique pour plus de 1.000 entreprises dans les secteurs forestiers et agricoles, et les actions engagées par l'Institut couvrent plus de 76 millions d'hectares au Brésil, et ce sur cinq biomes différents : l'Amazonie, la Caatinga, le Cerrado, la Mata Atlântica et les Pampas.
Imaflora est dirigée par un conseil directeur de 16 personnes et 76 personnes font partie de l'équipe.

## Histoire
Imaflora a été fondée par l'ingénieur forestier Tasso Azevedo au moment de la conférence des Nations unies sur l'environnement (ECO-92), à Rio de Janeiro,. Ses premières actions ont été entreprises dans la forêt nationale du Tapajós, située à l'ouest de l'État du Pará.
L'Institut est né en partant du principe que la meilleure façon de conserver les forêts tropicales est de leur donner une destination économique, associée à de bonnes pratiques de gestion ainsi qu'à une gestion responsable des ressources naturelles.

## Projets

### Café et biodiversité
Imaflora diffuse les concepts de la certification du café à travers des conférences, des formations, des journées sur le terrain et la participation à la création de politiques publiques pour le secteur. Outre le Brésil, cinq autres pays (Colombie, Pérou, Salvador, Guatemala et Honduras)  participent à l'initiative, cherchant à accroître leurs superficies de café certifié.

### Forêts de valeur
Le projet "Forêts de valeur" vise à ce que les zones protégées de l'État du Pará contribuent au développement de la région en offrant des conditions décentes aux populations qui contribuent à la conservation des ressources naturelles.

### "Les yeux de la forêt"
Créé pour encourager l'agriculture familiale et la chaîne de production du guaraná, le projet vise à offrir des opportunités d'inclusion sociale, de génération de revenus et d'utilisation rationnelle des ressources naturelles à des dizaines de familles de la commune de Presidente Figueiredo située dans l'État d'Amazonas. Ce projet d'Imaflora est réalisé en partenariat avec l'entreprise américaine Coca-Cola.

### Origines Brésil
La "Plateforme Origines Brésil" vise à donner plus de transparence aux produits agroextractivistes et aux relations commerciales pratiquées avec les populations traditionnelles et les peuples autochtones de l'Amazonie.

### Programme ELO
Le "programme ELO" vise à établir les règles de la chaîne de production sur le terrain et conçoit des mesures d'incitation pour les agriculteurs et producteurs de canne à sucre. Ces derniers sont soutenus dans leurs pratiques et activités de plantation et de production par ce programme, vérifié par Imaflora, en partenariat Solidaridad Foundation et développé par Raízen.

### Programme Nespresso
Imaflora est responsable de l'assistance technique dans la chaîne de valeur du café vert pour plus de 2 500 exploitations qui fournissent Nespresso au Brésil et dans le monde entier. Sa performance consiste en une analyse détaillée des risques sociaux et environnementaux de tous les maillons de la chaîne d'approvisionnement sur le terrain. Cette cartographie permet de définir des plans d'action pour les normes de durabilité afin d'améliorer les performances sociales et environnementales des produits Nespresso.

### Plateforme Timberflow
La plateforme "Timberflow" vise à réduire l'exploitation illégale des forêts en Amazonie. À cette fin, la plateforme combine l'utilisation des technologies de l'information et de la communication ainsi que la publication et la réutilisation de grandes quantités de données, offrant ainsi davantage de transparence au secteur.